# マックス・スヴェンソン (1998年生のサッカー選手)
マックス・ヨハン・エリク・スヴェンソン（Max Johan Erik Svensson . 1998年6月19日 - ）は、スウェーデン・スコーネ県スヴァロフ出身のサッカー選手。カルマルFF所属。ポジションはFW。

## クラブ経歴
2010年にヘルシンボリIFのユースアカデミーに入所。2016年にトップチームに昇格。7月16日のGIFスンツヴァル戦でプロデビュー。翌2017年シーズンはスーペルエッタン (2部リーグ)での闘いとなったものの出場機会が増加。5月2日のデーゲルフォルシュIF戦でプロ初ゴールを記録し、同年シーズンは24試合3ゴールを記録。以降先発に定着し、チームは2019年シーズンにアルスヴェンスカンに復帰した。
2021年7月11日、ヴィレムIIと3年契約を締結した。
2024年7月4日、カルマルFFに移籍した。

## 代表経歴
2016年から4年間、ユース世代のスウェーデン代表でプレー。2017年にはUEFA U-19欧州選手権2017に出場した。